# Palais Banér
Le palais Banér (en suédois : Banérska palatset) ou maison de Djursholm (en suédois : Djursholmshuset) est un édifice situé dans le quartier de Norrmalm à Stockholm en Suède.

## Histoire
Le palais Banér est situé à l'adresse Västra Trädgårdsgatan 11A à côté du pac Kungsträdgården.
Le palais de Banér a été construit à la fin du XVIème siècle, probablement par le maître d'œuvre néerlandais de Jean III, Hendrik van Huwen, qui l'a vendu à Kristina Sture, veuve du Maréchal de la cour  Gustaf Axelsson Banér exécuté lors du carnage de Linköping (sv) en 1600 sur ordre de Charles IX après la guerre contre Sigismond. 
Kristina Sture vivait au château de Djursholm et avait le palais de Banér comme résidence à Stockholm. La maison est revenue à son fils, le conseiller Svante Gustafsson Banér, dont la veuve Ebba Grip y a résidé  pendant quarante ans. 
Son fils Svante Svantesson Banér, avec l'aide de l'architecte Erik Dahlberg, a réalisé d'importants ajouts et rénovations au milieu du XVIIème siècle.
Au cours des XVIIIème et XIXème siècles, la propriété appartenait aux familles nobles Piper, Bielke et Brahe, dont le dernier était le comte Magnus Per Brahe, propriétaire du château de Skokloster, entre autres. 
En 1898, la propriété fut acquise par le fabricant et grossiste de tabac Johan Bäckström, qui fit reconstruire la maison de la rue principale.
En 1902, la propriété fut héritée par son fils Walter Bäckström.
En 1912, son fils Walter Bäckström, a entrepris d'importantes rénovations, en partie conçues par l'architecte Isak Gustaf Clason.
Depuis 1922, le palais est géré par l'Ordre Odd Fellows.

## Galerie

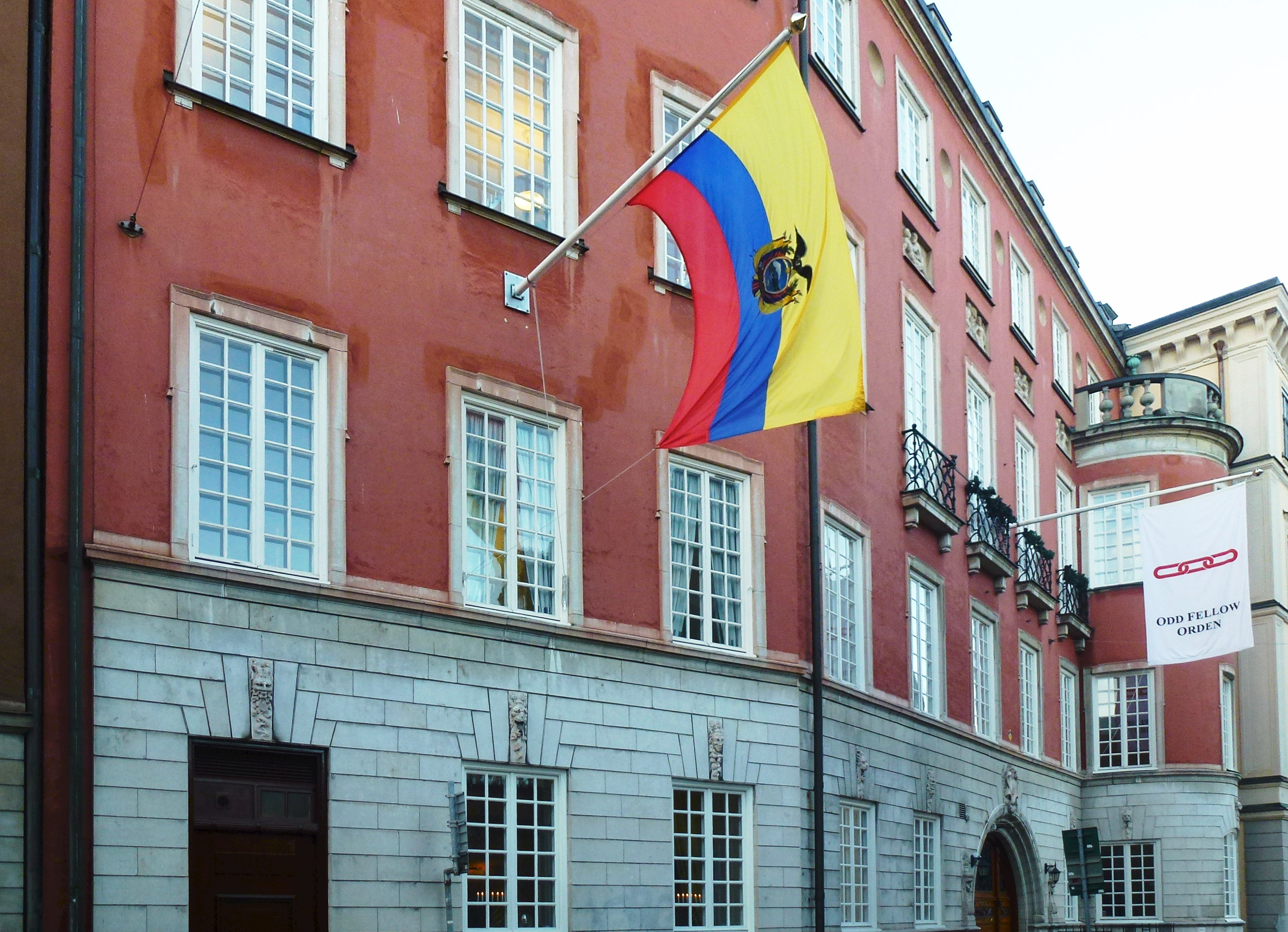
Ambassade d'Équateur.
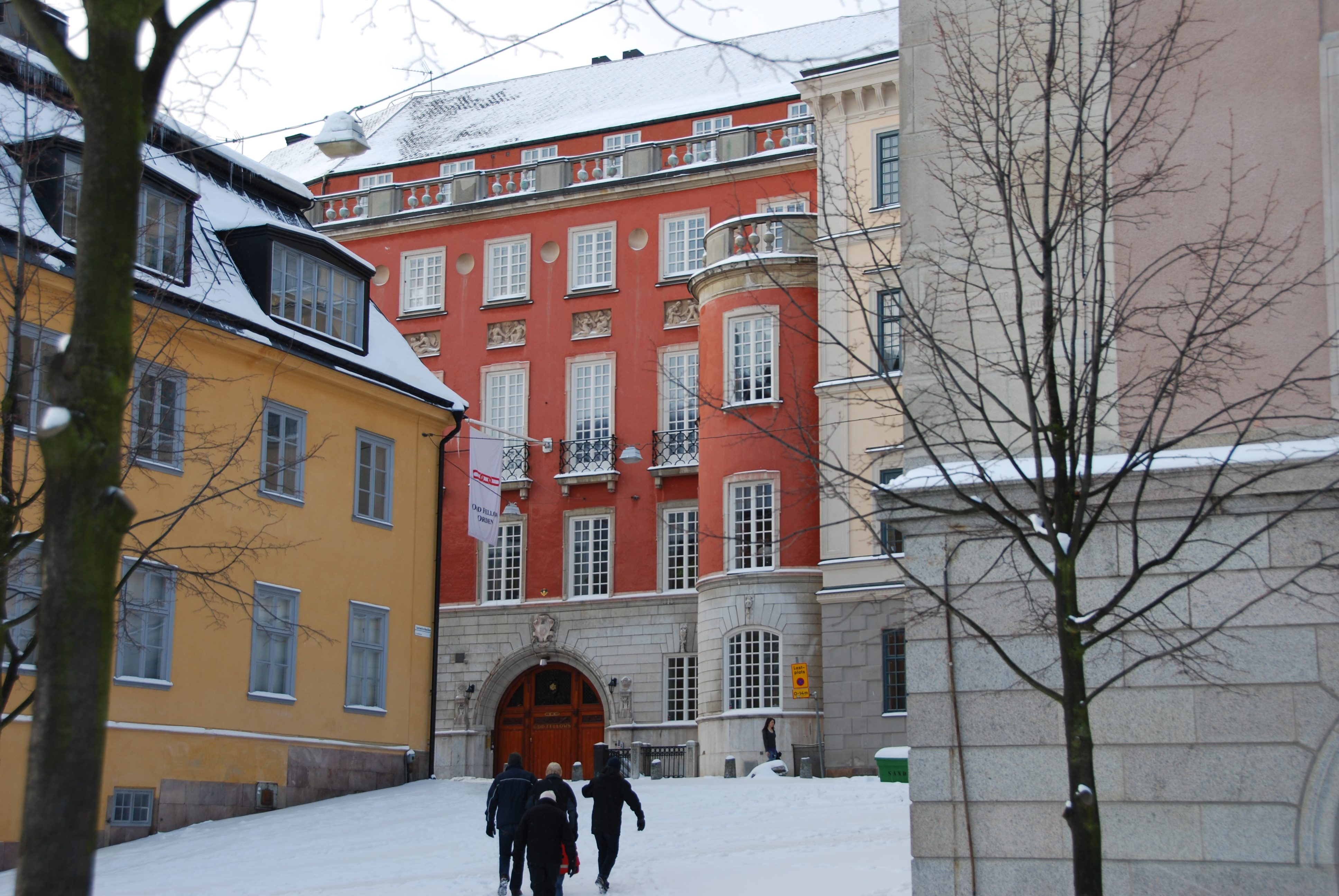
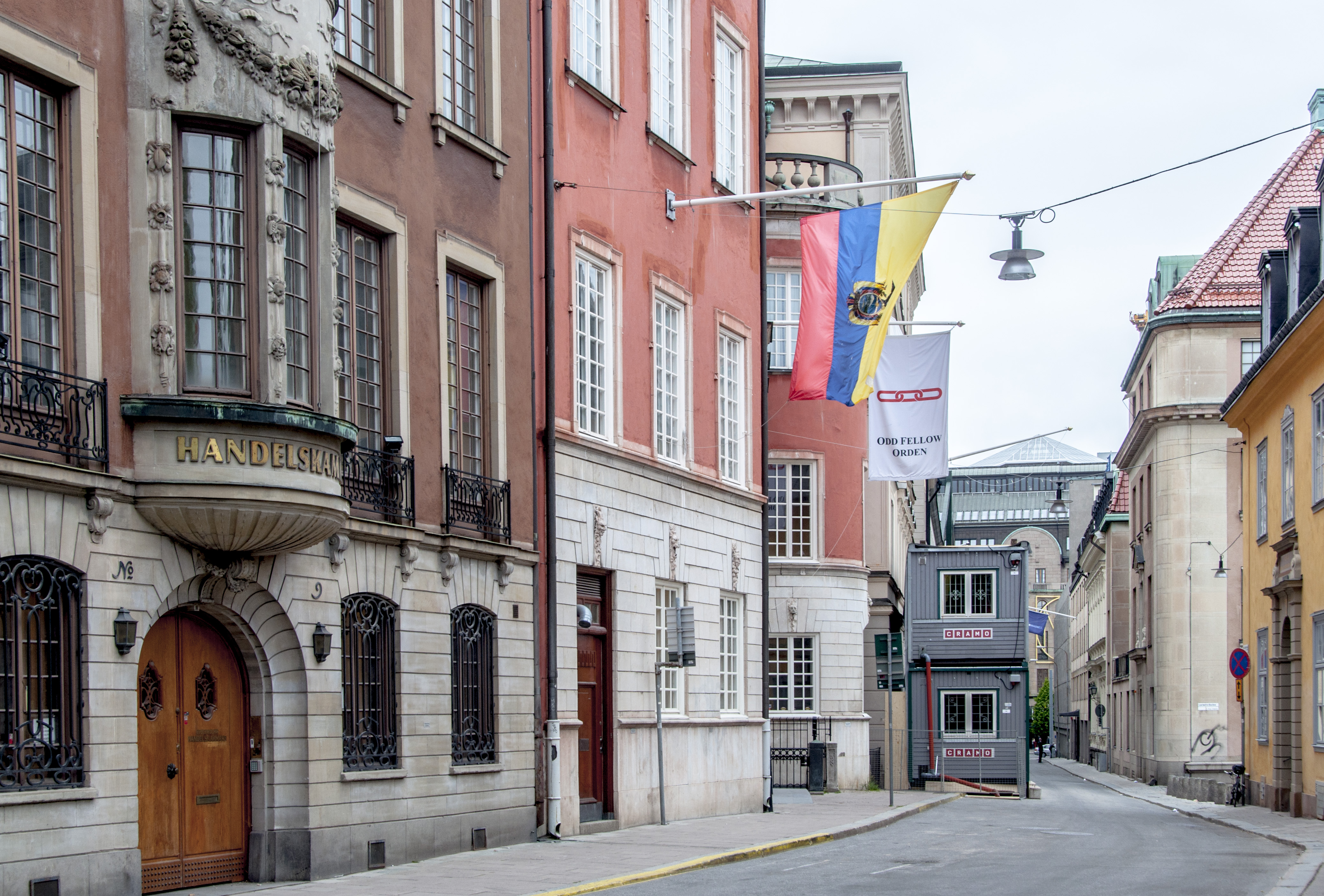
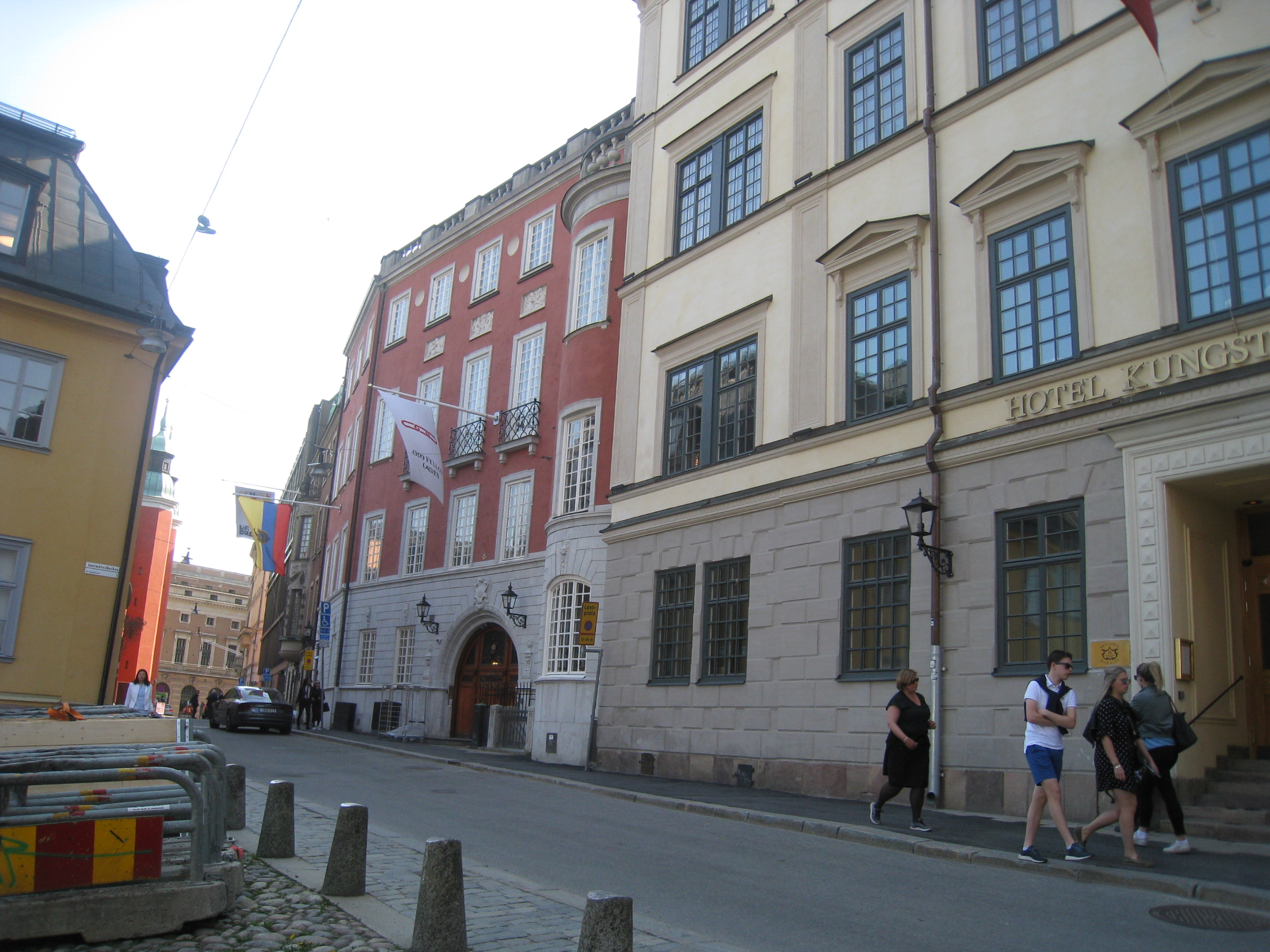